# Mira Jargil
 Der er for få eller ingen kildehenvisninger i denne artikel, hvilket er et problem. Du kan hjælpe ved at angive troværdige kilder til de påstande, som fremføres i artiklen.

Mira Jargil (født 1981) er en dansk dokumentarfilminstruktør. Efter endt uddannelse fra Den Danske Filmskole i 2011, hvor hun dimitterede med afgangsfilmen Den tid vi har, har hun instrueret flere dokumentarer såsom Drømmen Om En Familie, Reunited og dokumentarserien Til Døden os Skiller. Sammen med sin mand, Christian Sønderby Jepsen, har hun produktionsselskabet Moving Documentary
For hendes instruktion har hun modtaget flere priser, såsom Bodil-prisen for bedste dokumentar i 2021 (Reunited), Robert for bedste korte dokumentarfilm i 2012 (Den tid vi har) og Robert for bedste feature dokumentar (Drømmen om en familie). Jargil og hendes mand og medinstruktør modtog i 2018 desuden Roos Prisen for deres bidrag til dansk dokumentarfilm gennem årene.